# مارتین دینگل-وال
مارتین دینگل-وال (به انگلیسی: Martin Dingle-Wall) (زاده ۲۲ ژوئیه ۱۹۷۱) بازیگر استرالیایی است.
از فیلم‌های معروف او می‌توان به بازی در استرانگرلند اشاره کرد.